# Женская сборная Тайваня по хоккею на траве
Женская сборная Тайваня по хоккею на траве — женская сборная по хоккею на траве, представляющая Тайвань на международной арене. Управляющим органом сборной выступает Ассоциация хоккея на траве Тайваня (англ. Chinese Taipei Hockey Association).
Сборная занимает (по состоянию на 6 июля 2015) 41-е место в рейтинге Международной федерации хоккея на траве (FIH).

## Результаты выступлений

### Азиатские игры
- 1982—2002 — не участвовали
- 2006 — 6-е место
- 2010—2014 — не участвовали

### Чемпионат Азии
- 1985—2004 — не участвовали
- 2007 — 7-е место
- 2009 — 9-е место
- 2013 — 7-е место